# Langenzenn
Langenzenn è una città tedesca di 10 924 abitanti, situata nel land della Baviera.